# Nikejsko cesarstvo
Nikejsko cesarstvo (grško: Βασίλειον τῆς Νίκαιας, turško: İznik İmparatorluğu) je bila največja bizantinska grška država, ki so jo ustanovili plemiči Bizantinskega cesarstva po padcu Bizanca v četrti križarski vojni leta 1204. Obstajalo je od leta 1204 do 1261.

## Ustanovitev
Ko so križarji v četrti križarski vojni leta 1204 vdrli v Konstantinopel, je bizantinski cesar Aleksej V. Dukas pred njimi pobegnil iz mesta. Po njegovem pobegu je obrambo mesta prevzel Teodor I. Laskaris, zet cesarja Alekseja III. Angela, in se proglasil za cesarja. Ko je spoznal, da je da je situacija v mestu brezupna, je tudi sam pobegnil v Nikejo v Bitiniji. 
Križarji so po osvojitvi Konstantinopla ustanovili Latinsko cesarstvo, vendar ozemlja bivšega Bizantinskega cesarstva niso obvladovali, tako da so v Epiru, Trapezundu in Nikeji nastale bizantinske nasledstvene države, ki so poskušale obnoviti Bizantinsko cesarstvo. Največ možnosti za uspeh je imela Nikeja, ker je bila najbližja, vendar Teodorju Laskarisu takojšnja obnovitev ni uspela. Leta 1204 so ga Latinci v bitkah pri Poemanenumu in Prusi (Bursa) težko porazili, tako da mu je uspelo obdržati  samo severozahodno Anatolijo. Ko so Latinsko cesarstvo malo kasneje napadli Bolgari cesarja Kalojana, je pritisk na Nikejo popustil. Teodorju je uspelo poraziti vojsko iz Trapezunda in  drugih manjših rivalskih držav in Nikeja je postala najmočnejša nasledstvena država. Leta 1206 se je Teodor oklical za cesarja Nikejskega cesarstva. 
V naslednjih nekaj letih je bilo sklenjenih in prelomljenih več premirij in zavezništev z bizantinskimi nasledstvenimi državami, Latinskim cesarstvom, Bolgari in Seldžuki iz Konye, ki so mejili na Nikejsko cesarstvo. Teodor je poskusil uveljaviti svojo zahtevo, da Nikeja imenuje patriarha v Bizancu. Leta 1219 se je poročil s hčerko cesarice Latinskega cesarstva Jolande Flandrijske, te politične poroke pa mu ni uspelo izkoristiti, ker je tri leta kasneje umrl. Nasledil ga je zet Ivan III. Dukas Vatac.

## Širitev cesarstva
Leta 1224 je Epirski despotat osvojil  latinsko Solunsko kraljestvo, a je že leta 1230 sam prišel pod bolgarsko nadoblast. Od nasledstvenih držav sta ostala samo vojaško šibki Trapezund in Nikejsko cesarstvo. 
V času cesarja Ivana III. se je cesarstvo okrepilo in začelo širiti na Egejske otoke. Ivan je leta 1235 sklenil zavezništvo z bolgarskim carjem Ivanom Asenom II. in razširil svoj vpliv na Solun in Epir in ko so leta 1242 Seldžuke v vzhodni Anatoliji napadli Mongoli, je pritisk na Nikejo popustil. Leta 1245 se je Ivan povezal še s Svetim Rimskim cesarstvom, tako da se je poročil s Konstanco Ano, hčerko cesarja Friderika II. Do leta 1248 mu je uspelo poraziti Bolgare in zasesti vsa ozemlja okrog Latinskega cesarstva, potem pa je začel osvajati ozemlje samega Latinskega cesarstva. Umrl je leta 1254. Nasledil ga je sin Teodor II. Laskaris.
Teodorja II. so najprej v Trakiji napadli Bolgari, a je napad uspešno odbil, potem pa se je na zahodu cesarstva uprl Epir, ki se je povezal z Manfredom Sicilskim. 
Teodor II. je leta 1258 umrl. Nasledil ga je sin Ivan IV. Laskaris, ki je bil še otrok, zato so mu za regenta določili generala Mihaela Paleologa. Mihael se je leta 1259 oklical za so-cesarja Mihaela VIII. in kmalu za tem v bitki pri Pelagoniji doživel poraz proti združeni vojski Manfreda Sicilskega, Epirskega despotata in Kneževine Ahaje.

## Osvojitev Bizanca
Leta 1260 je začel Mihael napadati Bizanc, česar njegovi predhodniki še niso bili sposobni izvesti. Povezal se je z Genovo, njegov general Aleksej Strategopul pa je nekaj mesecev opazoval Bizanc in načrtoval napad. Julija 1261, ko se je večina latinske vojske bojevala po raznih bojiščih, je Alekseju uspelo prepričati mestno stražo, naj odpre mestna vrata. Ko je Aleksej prišel v mesto, je najprej požgal beneško četrt, ker so bili Benečani sovražniki Genove in najbolj odgovorni za padec Bizanca leta 1204. Nekaj tednov kasneje so Mihaela proglasili za cesarja. Kmalu za tem je ponovno osvojil Ahajo, Trapezund in Epir pa sta ostala neodvisni bizantinski grški državi. 
Obnovljeno cesarstvo se je kmalu soočilo z novim sovražnikom – Otomanskim cesarstvom, ki je zamenjalo poraženi Seldžuški sultanat Rum.

## Nikejski cesarji
- Teodor I. Laskaris (1204-1222)
- Ivan III. Dukas Vatac (1222-1254)
- Teodor II. Laskaris (1254-1258)
- Ivan IV. Laskaris (1258-1261)
- Mihael VIII. Paleolog (so-cesar 1259-1261, potem do leta 1282 bizantinski cesar)